# Kleinhaslach
Kleinhaslach is een plaats in de Duitse gemeente Dietenhofen, deelstaat Beieren, en telt 207 inwoners.